# For Those About to Rock (филм)
For Those About to Rock: Monsters in Moscow е заглавието на концертно видео, съдържащо изпълненията на живо на AC/DC, Metallica, The Black Crowes, Pantera и E.S.T. на концерта Monsters of Rock („Чудовищата на рока“) на летище Тушино в Москва, по време на краха на Съветския съюз.
През септември 1991 година, само дни след Августовския пуч, 1.6 милиона почитатели на рок музиката се стичат в Москва, за да са свидетели на най-първия рок концерт под откито небе, част от серията Monsters of Rock. Видеото For Those About To Rock...We Salute You: Monsters in Moscow съдържа и кадри от усилията на руската армия да отложи концерта, които не се съдържат в оригиналното VHS издание).
Версиите на песните Whole Lotta Rosie и The Jack, които AC/DC изпълняват на този концерт, излизат на два от лайв албумит на AC/DC: AC/DC Live и AC/DC Live: 2 CD Collector's Edition.

## Списък на песните
AC/DC:
1. "Back in Black" (Йънг, Йънг, Джонсън)
2. "Highway to Hell" (Йънг, Йънг, Скот)
3. Whole Lotta Rosie (Йънг, Йънг, Скот)
4. For Those About to Rock (We Salute You) (Йънг, Йънг, Джонсън)

Metallica:
1. Enter Sandman (Хамет, Хетфийлд, Улрих)
2. Creeping Death (Хетфийлд, Улрих, Бъртън, Хамет)
3. "Fade to Black" (Хетфийлд, Улрих, Бъртън, Хамет)

The Black Crowes:
1. Stare It Cold (Робинсън, Робинсън, Сийз, Колт, Горман)
2. Rainy Day Woman (Дилан)

Pantera:
1. "Cowboys from Hell" (Анселмо, Абът, Абът, Браун)
2. Primal Concrete Sledge (Анселмо, Абът, Абът, Браун)
3. Psycho Holiday (Анселмо, Абът, Абът, Браун)
4. Domination

E.S.T. / местна група:
1. Bully